# Széles hátizom

A széles hátizom (musculus latissimus dorsi) az emberi test legszélesebb izma. Az izom teljesen lefedi a törzs hátoldalának alsó részét, felterjed a hátra és az oldalra, majd rögzül a felkar elülső részén, összekapcsolván ezzel a kart a hát alsó részével és a medencével. A hátsó hónaljredő izmos alapját adja.    

## Etimológia
Eredeti neve a latin musculus ( = izom) latissimus (latus = széles, latissimus = legszélesebb) és a dorsi (dorsum = hát; dorsi = a hátnak a valamije, a háthoz tartozó valamilyen rész) összetételéből adódik, amiket magyarul úgy lehetne összerakni, hogy "a hát legszélesebb izma".

## Eredés
- a négy alsó hátcsigolya tövisnyúlványán
- széles ágyéki pólyán (fascia thoracolumbalis)
- négy alsó borda külső felszínén

## Tapadás
- a musculus teres majorral együtt a sulcus intertubercularis humeri mediális taraján (Crista tuberculi minoris) tapad.

## Működés
- a felemelt kart hátra és lefelé húzza (evező jellegű mozgás)
- a felső végtagot a hát mögé viszi és befelé forgatja (farzsebbe dugom a kezem)
- mászásnál a törzset függeszti és emeli
- a lapockát a mellkasfalhoz szorítja
- kiegészítő légzőizomként is szolgál, mély belégzésnél segíti a bordák emelkedését, így a levegő a tüdőlebenyek szélső részeibe könnyebben tud áramlani